# Live at Tramps, NYC, 1996
Live at Tramps, NYC, 1996 è un album dal vivo del gruppo musicale statunitense De La Soul, pubblicato nel 2004 ma registrato nel 1996.

## Tracce
1. Maseo Intro – 0:42
2. Breakadawn – 3:02
3. Supa Emcees – 3:09
4. Potholes in My Lawn – 2:37
5. Big Brother Beat – 3:57 (con Mos Def)
6. Me Myself And I – 2:19
7. Shwingalokate – 1:48
8. Ego Trippin' (Part Two) – 3:37
9. Oodles Of O's – 2:36
10. The Bitch in Yoo – 1:37 (con Common)
11. The Bizness – 4:21 (con Common)
12. Itzsoweezee (HOT) – 2:15
13. Buddy – 3:01 (con Jungle Brothers)
14. Stakes Is High – 4:42
15. Goodbyes – 0:49